# Francesco De Gregori

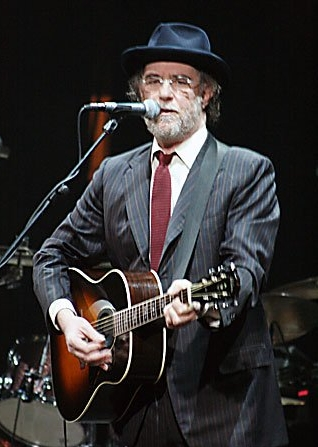
Francesco De Gregori (2008)

Francesco De Gregori (* 4. April 1951 in Rom) ist ein italienischer Cantautore (Liederdichter).
Bei seinen Anfängen noch wenig beachtet, konnte De Gregori sich spätestens seit seiner Zusammenarbeit mit Fabrizio De André 1974 einen Namen in der römischen Liederdichterszene machen und auch einen beachtlichen Publikumserfolg erzielen. Seit seinem Debüt 1972 erreichte er neunmal die Spitze der italienischen Albumcharts. Besonders erfolgreich war seine mehrmalige Zusammenarbeit mit Lucio Dalla. Wegen seines introvertierten Umgangs mit der Presse erhielt der Cantautore den Spitznamen Il principe („Der Prinz“, „Der Fürst“). In seinen Liedern verbindet De Gregori einen diffusen Hermetismus in den Texten mit leicht zugänglichen Melodien. Als seine musikalischen Vorbilder gelten neben Fabrizio De André Leonard Cohen und vor allem Bob Dylan. De Gregori wurde für sein Werk vielfach ausgezeichnet, etwa mit sechs Targhe Tenco.

## Karriere

### Anfänge
De Gregori begann seine musikalische Karriere im Alter von 17 Jahren mit einigen Auftritten im bekannten römischen Lokal Folkstudio, das sich zu einem Treffpunkt junger, aufstrebender Musiker entwickelt hatte. Zusammen mit den Musikerkollegen Giorgio Lo Cascio, Ernesto Bassignano und Edoardo De Angelis trat er außerdem innerhalb der Veranstaltung I giovani del folk auf. Beim Label It veröffentlichte er schließlich 1972 zusammen mit Antonello Venditti das Album Theorius Campus. Während dieses für Venditti ein Sprungbrett zu einem neuen Plattenvertrag und größerem Erfolg wurde, blieb De Gregori die Anerkennung zunächst versagt. Er entwickelte sich jedoch zu einem Geheimtipp innerhalb linker Kulturvereine.

### Durchbruch und Rückschläge
Erst 1973 konnte der Musiker mit dem Lied Alice beim Sommerhit-Wettbewerb Un disco per l’estate nachhaltig auf sich aufmerksam machen und erstmals ein Massenpublikum erreichen. Das Lied stieg in die italienischen Singlecharts ein und war auf dem Album Alice non lo sa enthalten. Nach diesem Erfolg wechselte De Gregori zum großen Label RCA, wo er 1974 mit dem Album Francesco De Gregori debütierte. Im selben Jahr arbeitete er zusammen mit Fabrizio De André an dessen Album Vol. 8. 1975 trat er zusammen mit Ron, Renzo Zenobi und Lucio Dalla in Mailand auf und veröffentlichte das Album Rimmel, mit dem ihm der große Durchbruch gelang, eingeleitet durch den Erfolg der gleichnamigen Single. Auf dem Album war auch das Lied Buonanotte fiorellino enthalten, das Konstantin Wecker später (2011) auch auf Deutsch aufnahm. Im Jahr darauf erschien das Album Bufalo Bill, das sich inhaltlich mit mythisch überhöhten menschlichen Vorbildern auseinandersetzte.
In dieser Zeit verhärtete sich der politische Diskurs in der italienischen Öffentlichkeit und besonders Konzerte wurden immer häufiger Schauplatz von Protestaktionen. Einer der Höhepunkte dieser Zusammenstöße ereignete sich am 2. April 1976 bei einem Konzert De Gregoris in Mailand: Aggressive linke Demonstranten warfen dem Musiker seine hohe Gage und seine mangelnde Solidarität mit der Arbeiterbewegung vor und suggerierten, er solle wie Majakowski Suizid begehen (ein Verweis auf den Selbstmord Luigi Tencos 1967). Der Vorfall stürzte De Gregori in eine künstlerische Krise und erst 1978 meldete er sich nach einer Auszeit mit dem Album De Gregori wieder zurück. Ein großer Erfolg gelang ihm mit dem Antikriegslied Generale, das auch Dominik Plangger 2024 auf seinem Album Limes veröffentlichte.

### Erfolge
Danach begann der Cantautore ein gemeinsames Projekt mit Lucio Dalla: Daraus gingen 1979 die erfolgreiche Single Ma come fanno i marinai / Cosa sarà sowie das Livealbum Banana Republic hervor, Frucht einer ausgedehnten Tournee. Banana Republic war für beide Musiker das erste Nummer-eins-Album. Lucio Dalla wirkte auch auf De Gregoris nächstem Studioalbum Viva l’Italia, das im selben Jahr erschien, mit. Der Titelsong daraus war erneut ein großer Erfolg. 1982 folgte das Album Titanic, auf dem De Gregori mit Motiven und Metaphern rund um den Untergang der Titanic spielte. Ein Jahr darauf steuerte der Cantautore für den Soundtrack des Films Flirt von Roberto Russo (mit Monica Vitti) die EP La donna cannone bei; diese konnte die Spitze der Albumcharts erreichen. Zwei Jahre nach diesem Erfolg veröffentlichte De Gregori das nächste Album Scacchi e tarocchi, das sehr unterschiedlich aufgenommen wurde. 2010 wurde der Asteroid (6114) Dalla-Degregori nach dem erfolgreichen Duo benannt.

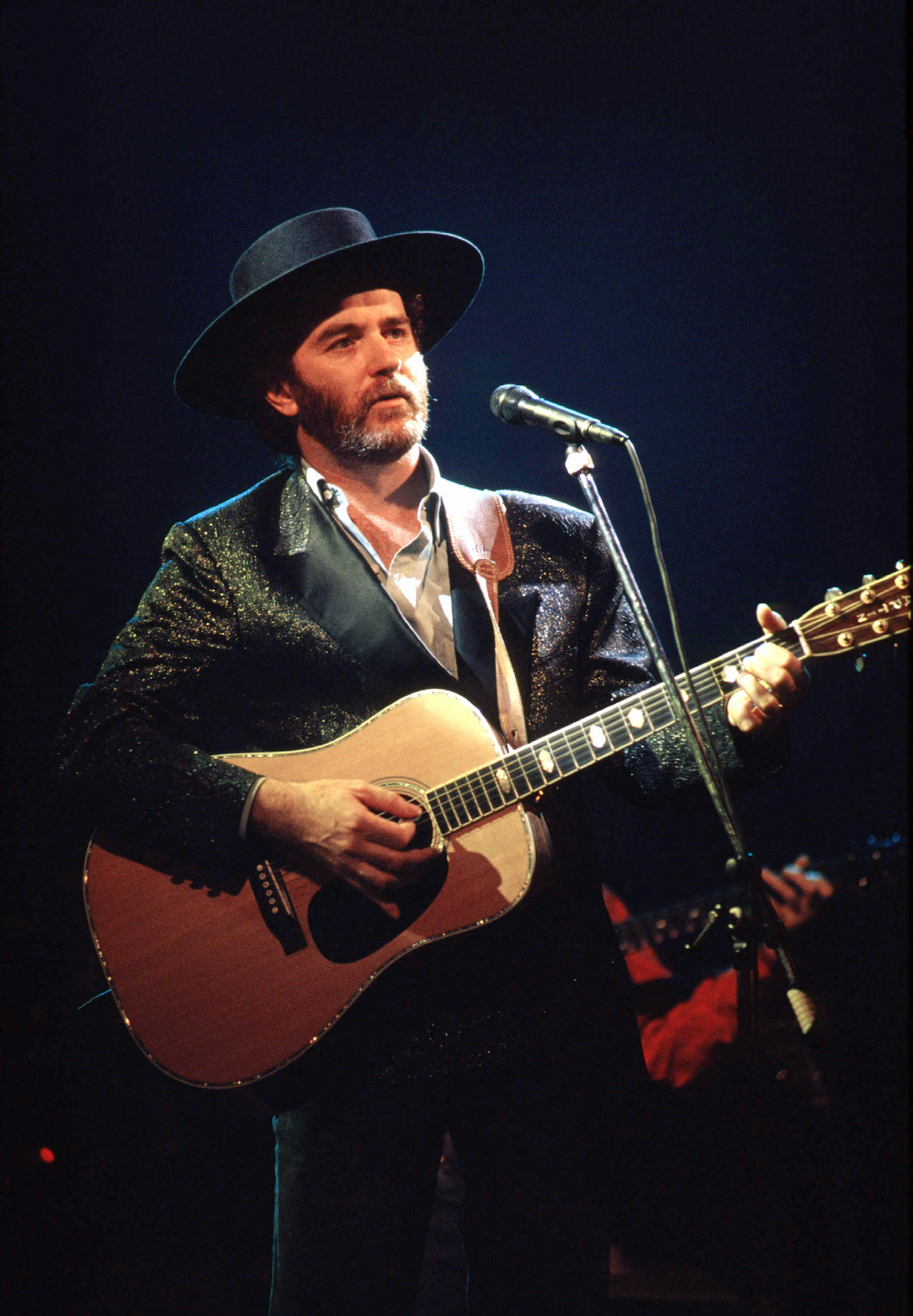
De Gregori (1990)

Nach dem Wechsel zum Label CBS (Columbia Records, später Sony) erschien 1987 De Gregoris Album Terra di nessuno, mit dem er sich stilistisch stärker an den Folk-Rock Bob Dylans annäherte. Es wurde mit der Targa Tenco als Album des Jahres ausgezeichnet. 1989 stellte er im Album Miramare 19.4.89 wieder verstärkt sozialkritische Themen aus der italienischen Gegenwart in den Mittelpunkt; auch dieses Album wurde mit der Targa Tenco ausgezeichnet. Zum Ende des Jahrzehnts veröffentlichte De Gregori 1990 eine Trilogie aus drei Livealben, Niente da capire, Catcher in the Sky und Musica leggera. Auch in den 90er-Jahren blieb der Musiker unvermindert aktiv, es erschienen die zwei Studioalben Canzoni d’amore (1992) und Prendere e lasciare (1996; beide Platz eins der Charts) sowie die drei nicht minder erfolgreichen Livealben Il bandito e il campione (1993), Bootleg (1994) und La valigia dell’attore (1997). Das Lied La valigia dell’attore wurde 1998 mit einer Targa Tenco als Lied des Jahres ausgezeichnet.
Im neuen Jahrtausend meldete sich De Gregori 2001 mit dem Studioalbum Amore nel pomeriggio zurück, das ihm zum dritten Mal eine Targa Tenco einbrachte, und ging im Anschluss wieder auf Tournee. Daraus ging das nächste Livealbum Fuoco amico (2002) hervor. Im Sommer 2002 unternahm er zusammen mit Pino Daniele, Fiorella Mannoia und Ron eine weitere Tournee, die ins Album Dal vivo mündete. Noch im selben Jahr legte er außerdem das Studioalbum Il fischio del vapore nach, auf dem er gemeinsam mit Giovanna Marini italienische Volkslieder interpretierte; das Projekt wurde mit einer Targa Tenco für die „Interpreten des Jahres“ ausgezeichnet. Nach dem Live-Best-of Mix (2003; mit einem Cover des Dylan-Songs I Shall Be Released) erschienen in rascher Folge die Studioalben Pezzi (2005), ausgezeichnet mit einer weiteren Targa Tenco, und Calypsos (2006). Von Präsident Carlo Azeglio Ciampi wurde De Gregori 2005 mit dem Verdienstorden der Italienischen Republik (Offizier) ausgezeichnet. 2006 erschien außerdem das dreiteilige Best-of Tra un manifesto e lo specchio, auf dem auch Diamante enthalten war, ein Lied, dessen Text De Gregori 1989 für Zucchero geschrieben hatte. Es folgte ein weiteres Livealbum (Left & Right – Documenti dal vivo, 2007).

### Spätere Jahre mit Dalla und Dylan

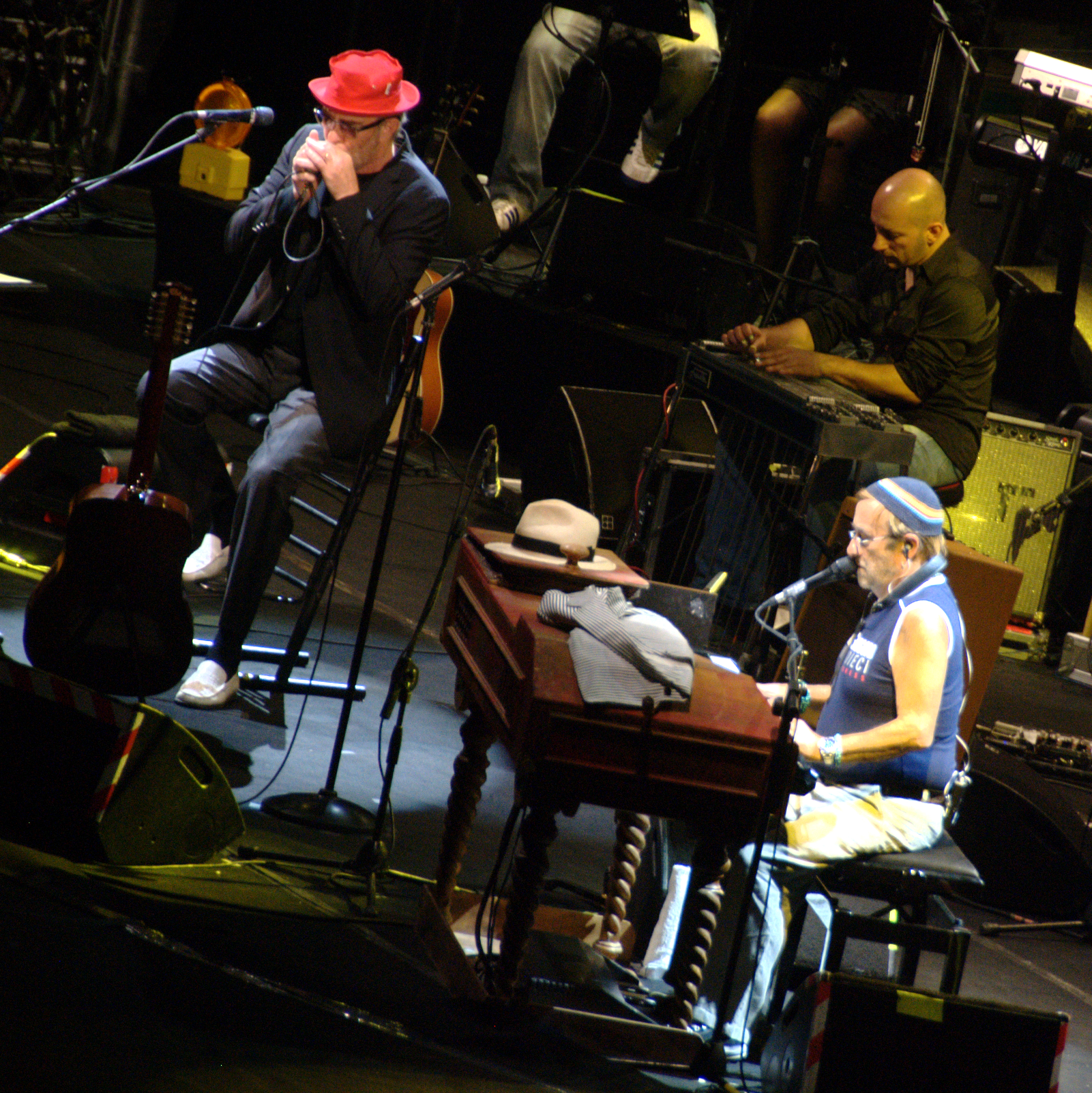
De Gregori und Lucio Dalla (2010)

2008 veröffentlichte De Gregori das Studioalbum Per brevità chiamato artista, dessen Titel auf seinen ersten Plattenvertrag mit RCA verweist. Danach belebte er das Projekt mit Lucio Dalla von 1979 neu und ging zwischen 2010 und 2011 mit diesem auf Tournee. Das neue gemeinsame Livealbum trug den Titel Work in Progress und sollte die letzte Zusammenarbeit der beiden Musiker darstellen (Dalla verstarb Anfang 2012). 2012 war De Gregori am Volkslied-Album Vola vola vola von Ambrogio Sparagna beteiligt und veröffentlichte selbst ein Livealbum sowie das neue Studioalbum Sulla strada (erschienen beim Label Edel), dessen Titel auf Jack Kerouacs Unterwegs anspielt. Im selben Jahr präsentierte Regisseur Stefano Pistolini im Rahmen der Internationalen Filmfestspiele von Venedig den Dokumentarfilm Finestre rotte über das Leben De Gregoris. Im Album Vivavoce präsentierte der Cantautore 2014 hingegen neue Versionen einiger seiner bekanntesten Lieder, darunter eine Version von Alice mit der Beteiligung von Ligabue.
2015 wurde das Lied Sei mai stata sulla luna?, das De Gregori für den Soundtrack des gleichnamigen Films von Paolo Genovese geschrieben hatte, mit einem Nastro d’argento für den besten Filmsong ausgezeichnet. Außerdem erhielt der Musiker in diesem Jahr den Premio Chiara in der Kategorie Le parole della musica. Im Sommer 2015 trat De Gregori als Opening Act für Bob Dylan bei einem Konzert in Lucca auf. Davon ausgehend veröffentlichte er im selben Jahr das Coveralbum De Gregori canta Bob Dylan – Amore e furto, in dem er italienische Versionen bekannter Lieder seines amerikanischen Vorbilds interpretiert. Das Album erreichte in Italien die Chartspitze. 2017 erschien das nächste Livealbum Sotto il vulcano, 2018 war der Cantautore im Lied Quelli che restano von Elisa zu hören.

## Diskografie

### Studioalben
| Jahr | Titel Musiklabel                                | Höchstplatzierung, Gesamtwochen, AuszeichnungChartplatzierungen (Jahr, Titel, Musiklabel, Platzierungen, Wochen, Auszeichnungen, Anmerkungen) | Höchstplatzierung, Gesamtwochen, AuszeichnungChartplatzierungen (Jahr, Titel, Musiklabel, Platzierungen, Wochen, Auszeichnungen, Anmerkungen) | Anmerkungen                                                                       |
| Jahr | Titel Musiklabel                                | IT | CH | Anmerkungen                                                                       |
| ---- | ----------------------------------------------- | --- | --- | --------------------------------------------------------------------------------- |
| 1972 | Theorius Campus It                              | — | — | mit Antonello Venditti                                                            |
| 1973 | Alice non lo sa It                              | — | — | 2000 Platz 74 (1 Woche) der FIMI-Charts                                           |
| 1974 | Francesco De Gregori RCA Italiana               | — | — | 2012 Platz 55 (2 Wochen) der FIMI-Charts                                          |
| 1975 | Rimmel RCA Italiana                             | IT3 Platin (2022) · (56 Wo.)IT | — | 2000 Platz 23 (8 Wochen) der FIMI-Charts 2010 Platz 84 (3 Wochen) der FIMI-Charts |
| 1976 | Bufalo Bill RCA Italiana                        | IT2 (31 Wo.)IT | — | 2001 Platz 64 (2 Wochen) der FIMI-Charts                                          |
| 1978 | De Gregori RCA Italiana                         | IT2 (27 Wo.)IT | — |                                                                                   |
| 1979 | Viva l’Italia RCA Italiana                      | IT2 (29 Wo.)IT | — |                                                                                   |
| 1982 | Titanic RCA Italiana                            | IT4 (23 Wo.)IT | — | Erstveröffentlichung: Juni 1982                                                   |
| 1983 | La donna cannone RCA Italiana                   | IT1 (25 Wo.)IT | — | EP (Q Disc)                                                                       |
| 1985 | Scacchi e tarocchi RCA Italiana                 | IT2 Gold · (20 Wo.)IT | — | Erstveröffentlichung: September 1985                                              |
| 1987 | Terra di nessuno CBS                            | IT12 (11 Wo.)IT | — | Erstveröffentlichung: 23. November 1987                                           |
| 1989 | Mira Mare 19.4.89 CBS                           | IT4 (19 Wo.)IT | — | Erstveröffentlichung: 19. April 1989                                              |
| 1992 | Canzoni d’amore Columbia                        | IT1 (21 Wo.)IT | — | Erstveröffentlichung: 29. August 1992                                             |
| 1996 | Prendere e lasciare Columbia                    | IT1 (22 Wo.)IT | — | Erstveröffentlichung: 29. August 1996                                             |
| 2001 | Amore nel pomeriggio Columbia                   | IT1 (27 Wo.)IT | CH95 (2 Wo.)CH | Erstveröffentlichung: 19. Januar 2001                                             |
| 2002 | Il fischio del vapore Columbia/Caravan          | IT5 (22 Wo.)IT | — | Erstveröffentlichung: 15. November 2002 mit Giovanna Marini                       |
| 2005 | Pezzi Columbia/Caravan                          | IT2 (28 Wo.)IT | — | Erstveröffentlichung: 25. März 2005                                               |
| 2006 | Calypsos Columbia/Caravan                       | IT1 (17 Wo.)IT | — | Erstveröffentlichung: 17. Februar 2006                                            |
| 2008 | Per brevità chiamato artista Sony               | IT1 (21 Wo.)IT | — | Erstveröffentlichung: 23. Mai 2008                                                |
| 2012 | Sulla strada Edel/Caravan                       | IT6 Gold · (35 Wo.)IT | — |                                                                                   |
| 2014 | Vivavoce Sony                                   | IT4 Platin · (46 Wo.)IT | — | Erstveröffentlichung: 10. November 2014                                           |
| 2015 | De Gregori canta Bob Dylan – Amore e furto Sony | IT1 Platin · (39 Wo.)IT | CH54 (1 Wo.)CH | Erstveröffentlichung: 30. Oktober 2015 Coveralbum                                 |
| 2024 | Pastiche Caravan / Sony                         | IT12 (3 Wo.)IT | — | Erstveröffentlichung: 12. April 2014 mit Checco Zalone                            |

grau schraffiert: keine Chartdaten aus diesem Jahr verfügbar

### Livealben
| Jahr | Titel Musiklabel                           | Höchstplatzierung, Gesamtwochen, AuszeichnungChartplatzierungen (Jahr, Titel, Musiklabel, Platzierungen, Wochen, Auszeichnungen, Anmerkungen) | Höchstplatzierung, Gesamtwochen, AuszeichnungChartplatzierungen (Jahr, Titel, Musiklabel, Platzierungen, Wochen, Auszeichnungen, Anmerkungen) | Anmerkungen                                                    |
| Jahr | Titel Musiklabel                           | IT | CH | Anmerkungen                                                    |
| ---- | ------------------------------------------ | --- | --- | -------------------------------------------------------------- |
| 1979 | Banana Republic RCA Italiana               | IT1 Gold (2019) · (43 Wo.)IT | — | mit Lucio Dalla 2012 Platz 27 (8 Wochen) der FIMI-Charts       |
| 1990 | Musica leggera Serraglio/CBS               | IT13 (8 Wo.)IT | — |                                                                |
| 1990 | Catcher in the Sky Serraglio/CBS           | IT16 (8 Wo.)IT | — |                                                                |
| 1990 | Niente da capire Serraglio/CBS             | IT10 (11 Wo.)IT | — |                                                                |
| 1993 | Il bandito e il campione Serraglio/CBS     | IT1 Gold (2016) · (22 Wo.)IT | — | 2010 Platz 95 (1 Woche) der FIMI-Charts                        |
| 1994 | Bootleg Serraglio/Epic                     | IT5 (6 Wo.)IT | — | Erstveröffentlichung: 25. Januar 1994                          |
| 1997 | La valigia dell’attore Serraglio/Columbia  | IT2 (16 Wo.)IT | — | Erstveröffentlichung: 16. Oktober 1997                         |
| 2002 | Fuoco amico Columbia                       | IT6 (10 Wo.)IT | — | Erstveröffentlichung: 25. Januar 2002                          |
| 2002 | In Tour Epic                               | IT5 (16 Wo.)IT | — | mit Pino Daniele, Fiorella Mannoia & Ron                       |
| 2003 | Mix Columbia                               | IT12 (11 Wo.)IT | — | Erstveröffentlichung: 21. November 2003                        |
| 2007 | Left & Right – Documenti dal vivo Columbia | IT19 (6 Wo.)IT | — | Erstveröffentlichung: 23. November 2007                        |
| 2010 | Work in Progress Pressing                  | IT4 Platin · (60 Wo.)IT | CH80 (2 Wo.)CH | Erstveröffentlichung: 11. November 2010 mit Lucio Dalla        |
| 2012 | Pubs and Clubs – Live @ the Place Caravan  | IT31 (9 Wo.)IT | — | Erstveröffentlichung: 20. Januar 2012                          |
| 2017 | Sotto il vulcano Caravan                   | IT4 (15 Wo.)IT | CH54 (1 Wo.)CH | Erstveröffentlichung: 3. Februar 2017                          |
| 2023 | Il concerto – live                         | IT8 (6 Wo.)IT | CH82 (1 Wo.)CH | Erstveröffentlichung: 15. Dezember 2023 mit Antonello Venditti |

grau schraffiert: keine Chartdaten aus diesem Jahr verfügbar
Weitere Livealben
- 1975: Bologna 2 settembre 1974 (dal vivo) (RCA Italiana; mit Lucio Dalla, Antonello Venditti und Maria Monti)
- 2012: Vola vola vola (Egea; mit Ambrogio Sparagna und Maria Nazionale)

### Kompilationen (Auswahl)
| Jahr | Titel Musiklabel                                | Höchstplatzierung, Gesamtwochen, AuszeichnungChartplatzierungen (Jahr, Titel, Musiklabel, Platzierungen, Wochen, Auszeichnungen, Anmerkungen) | Höchstplatzierung, Gesamtwochen, AuszeichnungChartplatzierungen (Jahr, Titel, Musiklabel, Platzierungen, Wochen, Auszeichnungen, Anmerkungen) | Anmerkungen                              |
| Jahr | Titel Musiklabel                                | IT | CH | Anmerkungen                              |
| ---- | ----------------------------------------------- | --- | --- | ---------------------------------------- |
| 1987 | La nostra storia RCA Italiana                   | IT5 (15 Wo.)IT | — | 2011 Platz 58 (8 Wochen) der FIMI-Charts |
| 1992 | All the Best RCA Italiana                       | IT22 (3 Wo.)IT | — |                                          |
| 1996 | Le origini RTI                                  | IT9 (9 Wo.)IT | — |                                          |
| 1998 | Curve nella memoria Columbia                    | IT28 (3 Wo.)IT | — | Erstveröffentlichung: 17. November 1998  |
| 1999 | I miti musica: Francesco De Gregori BMG Ricordi | IT27 (2 Wo.)IT | — |                                          |
| 2006 | Tra un manifesto e lo specchio Caravan          | IT6 (22 Wo.)IT | — | Erstveröffentlichung: 3. November 2006   |
| 2013 | Oggi Caravan                                    | IT45 (1 Wo.)IT | — |                                          |

### Singles (Auswahl)
| Jahr | Titel Album                             | Höchstplatzierung, Gesamtwochen, AuszeichnungChartplatzierungen (Jahr, Titel, Album, Platzierungen, Wochen, Auszeichnungen, Anmerkungen) | Höchstplatzierung, Gesamtwochen, AuszeichnungChartplatzierungen (Jahr, Titel, Album, Platzierungen, Wochen, Auszeichnungen, Anmerkungen) | Anmerkungen                            |
| Jahr | Titel Album                             | IT | CH | Anmerkungen                            |
| ---- | --------------------------------------- | --- | --- | -------------------------------------- |
| 1973 | Alice Alice non lo sa                   | IT21 Gold (2019) · (3 Wo.)IT | — | B-Seite: I musicanti                   |
| 1975 | Rimmel                                  | IT18 ×2Doppelplatin (2023) · (5 Wo.)IT                                                                                                   | — | B-Seite: Piccola mela                  |
| 1978 | Generale De Gregori                     | IT4 Platin (2017) · (19 Wo.)IT | — | B-Seite: Natale                        |
| 1979 | Ma come fanno i marinai Banana Republic | IT6 (19 Wo.)IT | — | B-Seite: Cosa sarà mit Lucio Dalla     |
| 1979 | Viva l’Italia                           | IT3 (19 Wo.)IT | CH8 (7 Wo.)CH | B-Seite: Banana Republic               |
| 2006 | Diamante Tra un manifesto e lo specchio | — | — | Platz 28 (4 Wochen) der Downloadcharts |
| 2012 | Cosa sarà Work in Progress              | IT42 Gold · (2 Wo.)IT | — | mit Lucio Dalla                        |
| 2012 | Sulla strada                            | IT60 (3 Wo.)IT | — |                                        |
| 2012 | Guarda che non sono io Sulla strada     | IT100 (1 Wo.)IT | — |                                        |
| 2014 | Alice Vivavoce                          | IT38 (4 Wo.)IT | — | mit Ligabue                            |
| 2014 | La donna cannone Vivavoce               | IT47 (4 Wo.)IT | — |                                        |
| 2018 | Quelli che restano Diari aperti (Elisa) | IT38 (1 Wo.)IT | — | mit Elisa                              |

Weitere Singles
- 1975: Buonanotte fiorellino (IT: Gold (2017) )
- 1982: La leva calcistica della classe ’68 (IT: Platin (2019) )
- 1983: La donna cannone (IT: ×2Doppelplatin (2017) )
- 2001: Sempre e per sempre (IT: Gold (2021) )

## Bibliografie
- Passo d’uomo. Mit Antonio Gnoli. Laterza, 2016, ISBN 978-88-581-2115-3.

## Belege
1. 1 2  Marisa Brown: Francesco De Gregori, Biography & History. In: Allmusic. Abgerufen am 26. Mai 2020 (englisch).
2. 1 2 3  De Gregòri, Francesco. In: Enciclopedia Treccani. Abgerufen am 26. Mai 2020 (italienisch).
3. ↑  Leonardo Colombati (Hrsg.): La canzone italiana, 1861-2011. Mondadori, Mailand 2011, S. 1328, 1477–1479, 1933.
4. ↑  Jacopo Tomatis: A Portrait of the Author as an Artist: Ideology, Authenticity, and Stylization in the Canzone d’Autore. In: Franco Fabbri, Goffredo Plastino (Hrsg.): Made in Italy: Studies in Popular Music (= Global Popular Music). Routledge, London 2016, ISBN 978-1-138-21342-5, S. 95.
5. ↑  Canzoni contro la guerra: Francesco De Gregori – Generale. In: Antiwarsongs.org. Abgerufen am 26. Mai 2020 (italienisch).
6. ↑  (6114) Dalla-Degregori = 1978 QS2 = 1984 HS1. IAU Minor Planet Center, abgerufen am 10. Juni 2022 (englisch).
7. 1 2 3 4 5 6  Albo d’oro Targhe Tenco. Club Tenco, archiviert vom Original (nicht mehr online verfügbar) am 11. August 2020; abgerufen am 26. Mai 2020 (italienisch).
8. ↑  Onorificenze De Gregori Sig. Francesco. In: Quirinale.it. Presidenza della Repubblica, abgerufen am 26. Mai 2020.
9. ↑  Il Club Tenco sceglie Francesco De Gregori per il ‘Premio Chiara – Le Parole della Musica’. In: Sanremo News. 24. April 2015, abgerufen am 26. Mai 2020 (italienisch).
10. 1 2 3  Chartquellen (Alben):
  - Guido Racca: M&D Borsa Album 1964-2019. Selbstverlag, 2019, ISBN 978-1-09-470500-2, S. 149, 153 (IT bis 1995).
  - Guido Racca & Chartitalia: Top 100 FIMI Album. Lulu, 2013, S. 95, 96, 98 (IT 1995–2012).
  - Alben von Francesco De Gregori. In: Italiancharts.com. Hung Medien, abgerufen am 25. Mai 2020 (IT seit 2000).
  - Alben von Francesco De Gregori. In: Hitparade.ch. Hung Medien, abgerufen am 25. Mai 2020.
11. 1 2 3 4  Certificazioni. FIMI, abgerufen am 5. Dezember 2023.
12. ↑  Verkaufszahlen für Scacchi e tarocchi in Italien (PDF-Datei, S. 33)
13. ↑  Chartquellen (Singles):
  - Guido Racca: M&D Borsa Singoli 1960-2019. Selbstverlag, 2019, ISBN 978-1-09-326490-6, S. 176, 180 f. (1960–1997).
  - Guido Racca & Chartitalia: Top 100 FIMI Singoli. Lulu, 2013, S. 84, 173 (1997–2012).
  - Archivio classifiche Top Singoli. FIMI, abgerufen am 25. Mai 2020 (italienisch, ab 2011).
  - Songs von Francesco De Gregori. In: Hitparade.ch. Hung Medien, abgerufen am 25. Mai 2020.

| Personendaten    | Personendaten                           |
| ---------------- | --------------------------------------- |
| NAME             | De Gregori, Francesco                   |
| KURZBESCHREIBUNG | italienischer Cantautore (Liedermacher) |
| GEBURTSDATUM     | 4. April 1951                           |
| GEBURTSORT       | Rom                                     |